# ORC4
ORC4 (англ. Origin recognition complex subunit 4) – білок, який кодується однойменним геном, розташованим у людей на короткому плечі 2-ї хромосоми.  Довжина поліпептидного ланцюга білка становить 436 амінокислот, а молекулярна маса — 50 377.
| 10         |  | 20         |  | 30         |  | 40         |  | 50         |
| ---------- |  | ---------- |  | ---------- |  | ---------- |  | ---------- |
| MSSRKSKSNS |  | LIHTECLSQV |  | QRILRERFCR |  | QSPHSNLFGV |  | QVQYKHLSEL |
| LKRTALHGES |  | NSVLIIGPRG |  | SGKTMLINHA |  | LKELMEIEEV |  | SENVLQVHLN |
| GLLQINDKIA |  | LKEITRQLNL |  | ENVVGDKVFG |  | SFAENLSFLL |  | EALKKGDRTS |
| SCPVIFILDE |  | FDLFAHHKNQ |  | TLLYNLFDIS |  | QSAQTPIAVI |  | GLTCRLDILE |
| LLEKRVKSRF |  | SHRQIHLMNS |  | FGFPQYVKIF |  | KEQLSLPAEF |  | PDKVFAEKWN |
| ENVQYLSEDR |  | SVQEVLQKHF |  | NISKNLRSLH |  | MLLMLALNRV |  | TASHPFMTAV |
| DLMEASQLCS |  | MDSKANIVHG |  | LSVLEICLII |  | AMKHLNDIYE |  | EEPFNFQMVY |
| NEFQKFVQRK |  | AHSVYNFEKP |  | VVMKAFEHLQ |  | QLELIKPMER |  | TSGNSQREYQ |
| LMKLLLDNTQ |  | IMNALQKYPN |  | CPTDVRQWAT |  | SSLSWL     |  |            |

A: Аланін

C: Цистеїн

D: Аспарагінова кислота

E: Глутамінова кислота

F: Фенілаланін

G: Гліцин

H: Гістидин

I: Ізолейцин

K: Лізин

L: Лейцин

M: Метіонін

N: Аспарагін

P: Пролін

Q: Глутамін

R: Аргінін

S: Серин

T: Треонін

V: Валін

W: Триптофан

Задіяний у таких біологічних процесах як реплікація ДНК, поліморфізм, альтернативний сплайсинг. 
Білок має сайт для зв'язування з АТФ, нуклеотидами, ДНК. 
Локалізований у ядрі.